# Acylsilaan

Algemene structuurformule van een acylsilaan.

Een acylsilaan is in de organische chemie een stofklasse, met als algemene formule R(CO)-SiR3. De verbinding bestaat uit een carbonylgroep, die rechtstreeks gebonden is aan een siliciumatoom. 
Acylsilanen vormen de startverbinding in de Brook-omlegging.